# Perche de mise à la terre

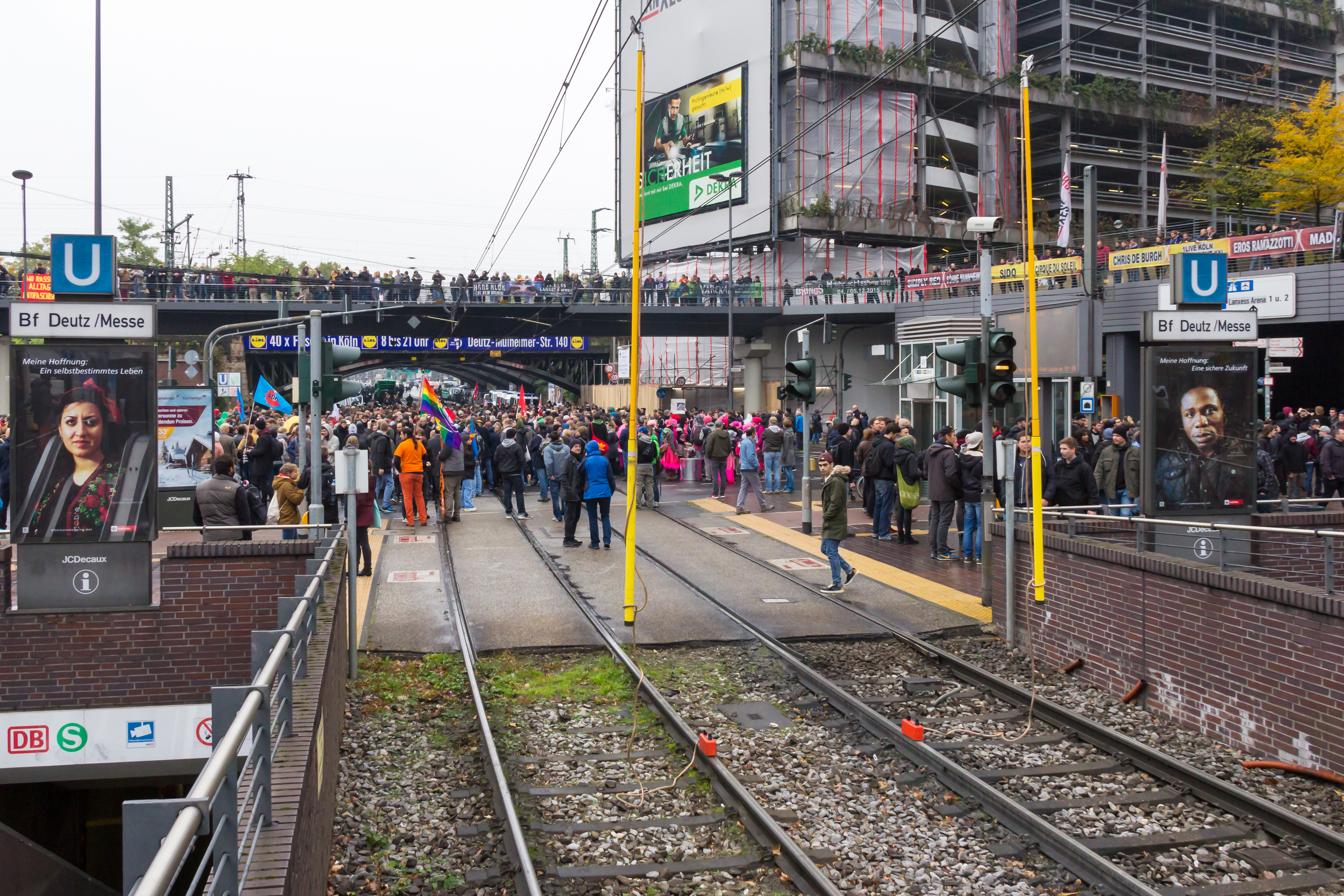
Mise à la terre de caténaires lors d'une manifestation en octobre 2015 à Cologne.

Une perche de mise à la terre est un équipement de sécurité utilisé pour sécuriser les lignes électriques aériennes, entre autres, les caténaires utilisés pour le transport ferroviaire ; la terre étant alors prise sur le rail. Elle est utilisée en complément de la mise hors tension, pour éviter une remise sous tension accidentelle et pour visuellement rassurer et protéger les personnels qui travaillent dans le secteur identifié. L'utilisation de la perche rend la situation visible et sans équivoque pour tous les intervenants. La caténaire est mise à la terre par un câble de grosse section de manière à empêcher toute mise sous tension accidentelle. Celle-ci provoquerait un défaut qui enclencherait immédiatement un disjoncteur.

Mise à la terre d'une ligne de contact de tramway
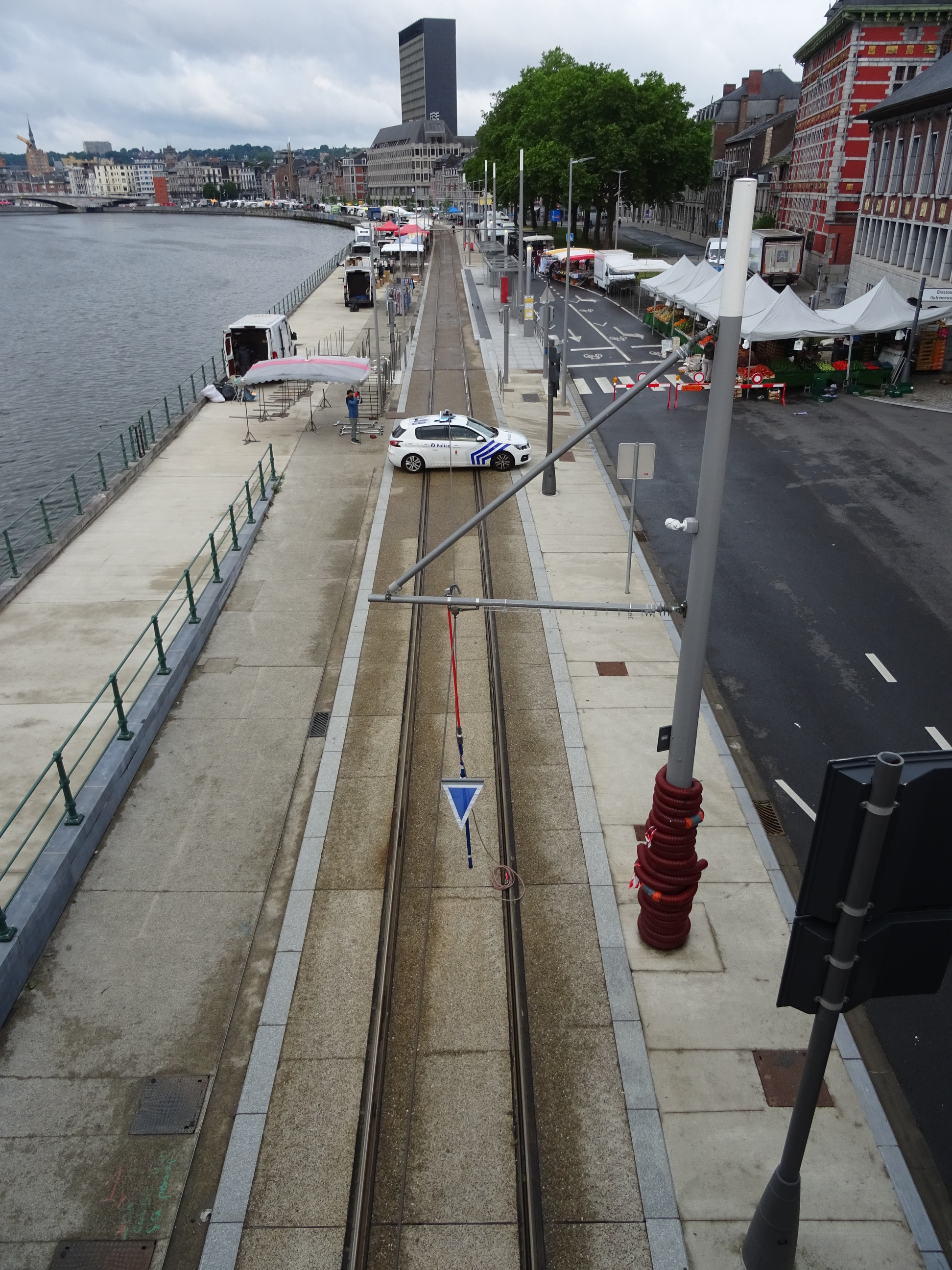
Mise à la terre sur le marché de la Batte vue du pont Maghin.
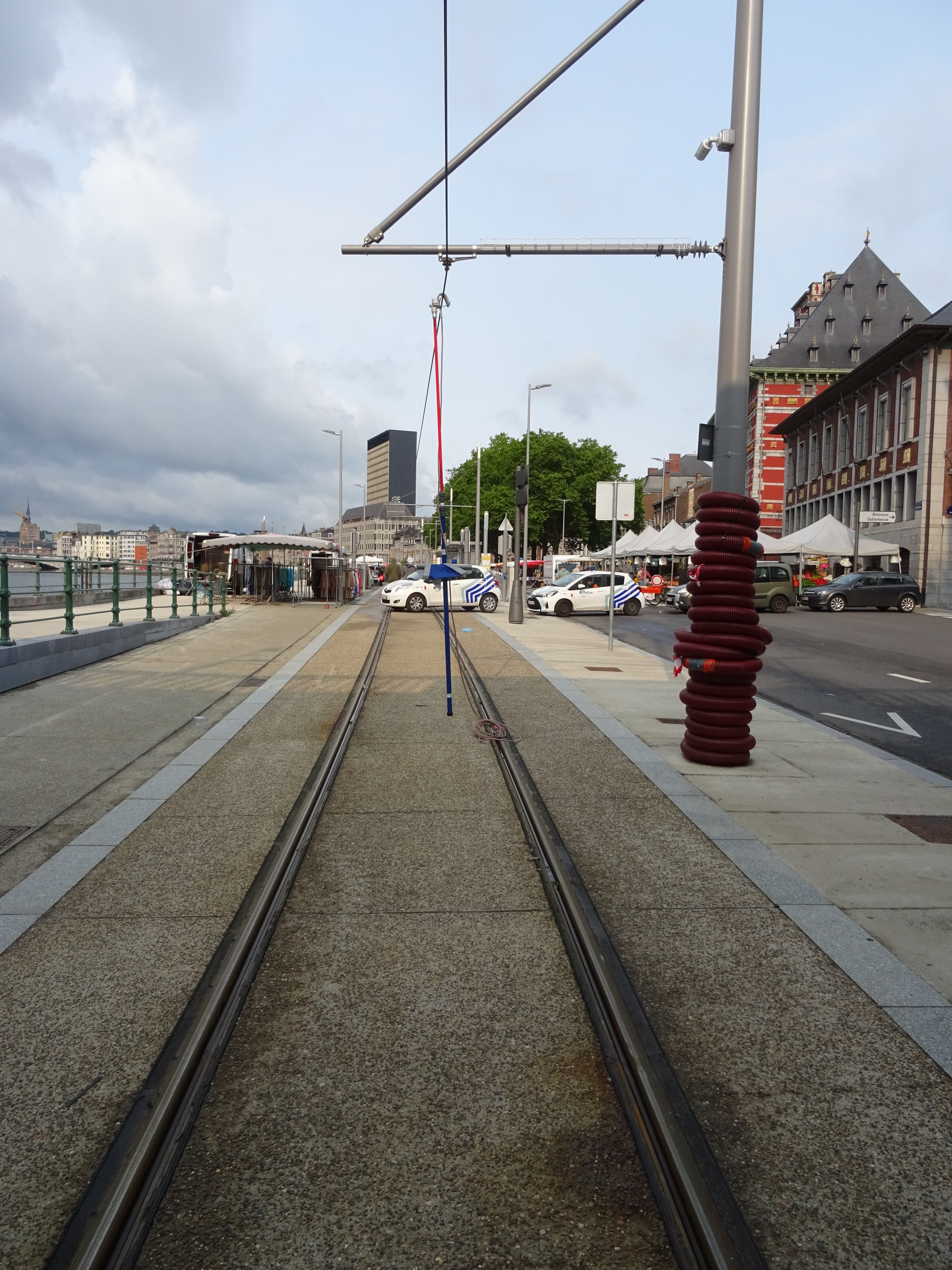
Vue au sol.
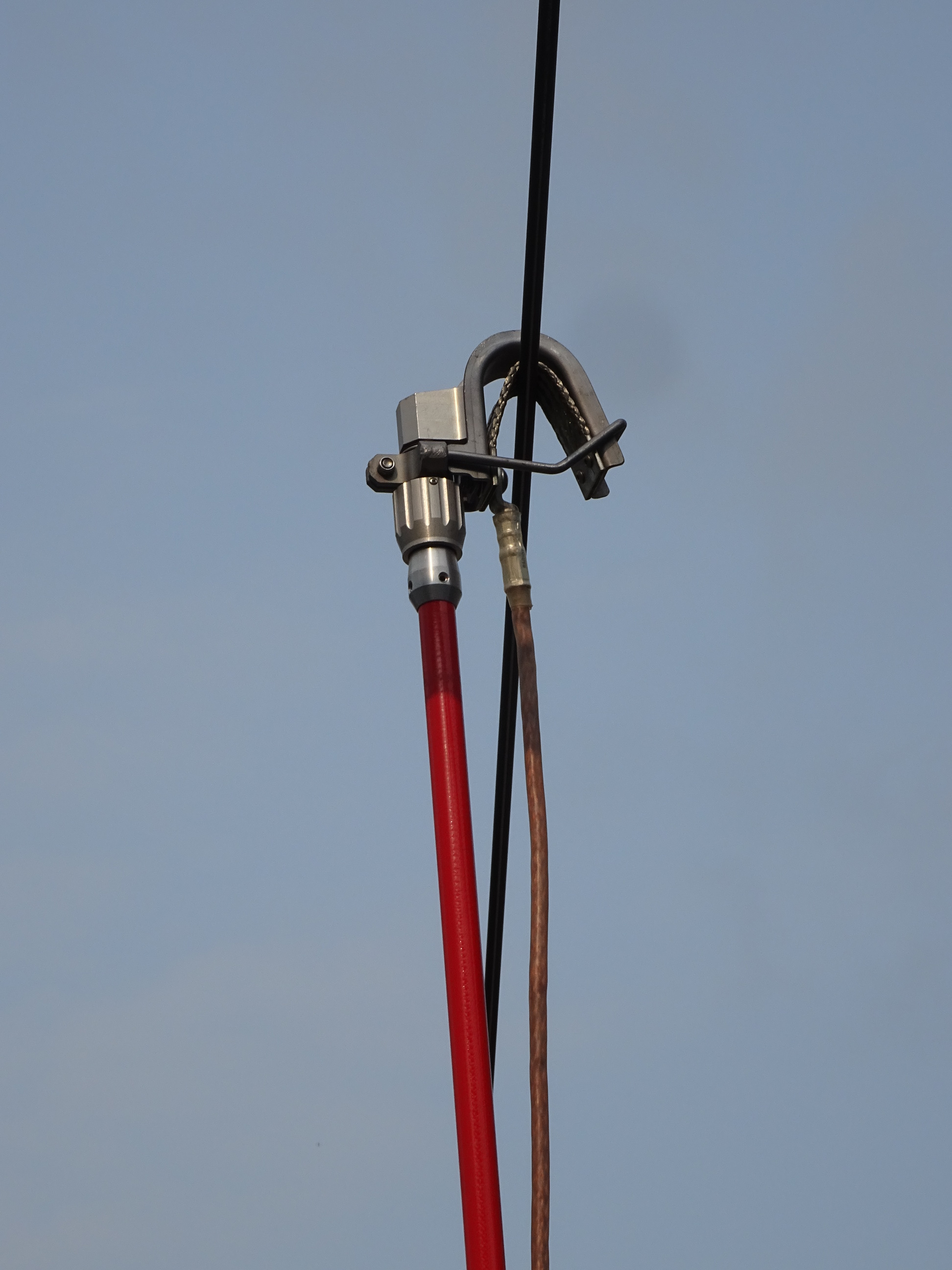
Tête de la perche sur la caténaire.
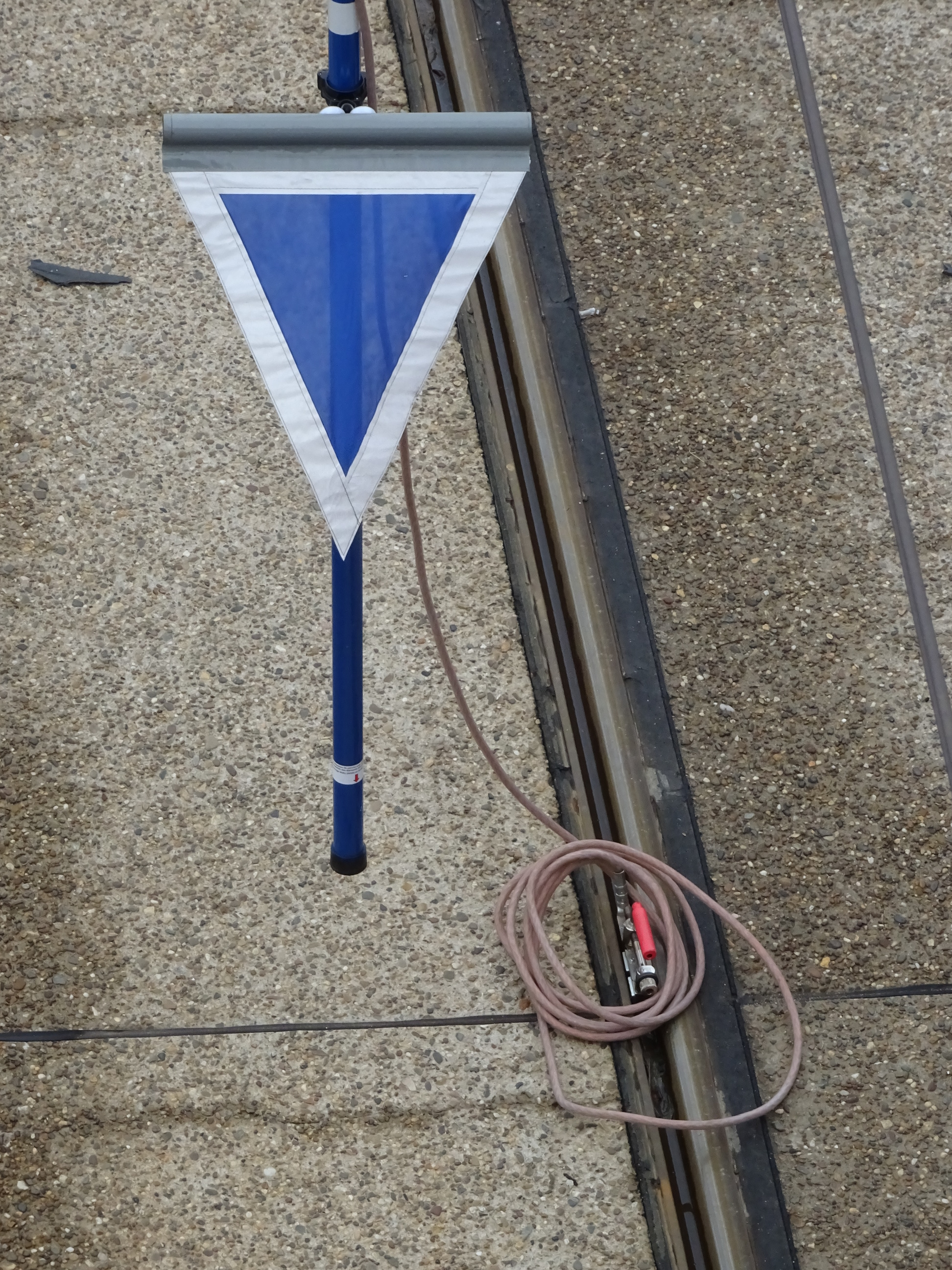
Connexion au rail de tram.
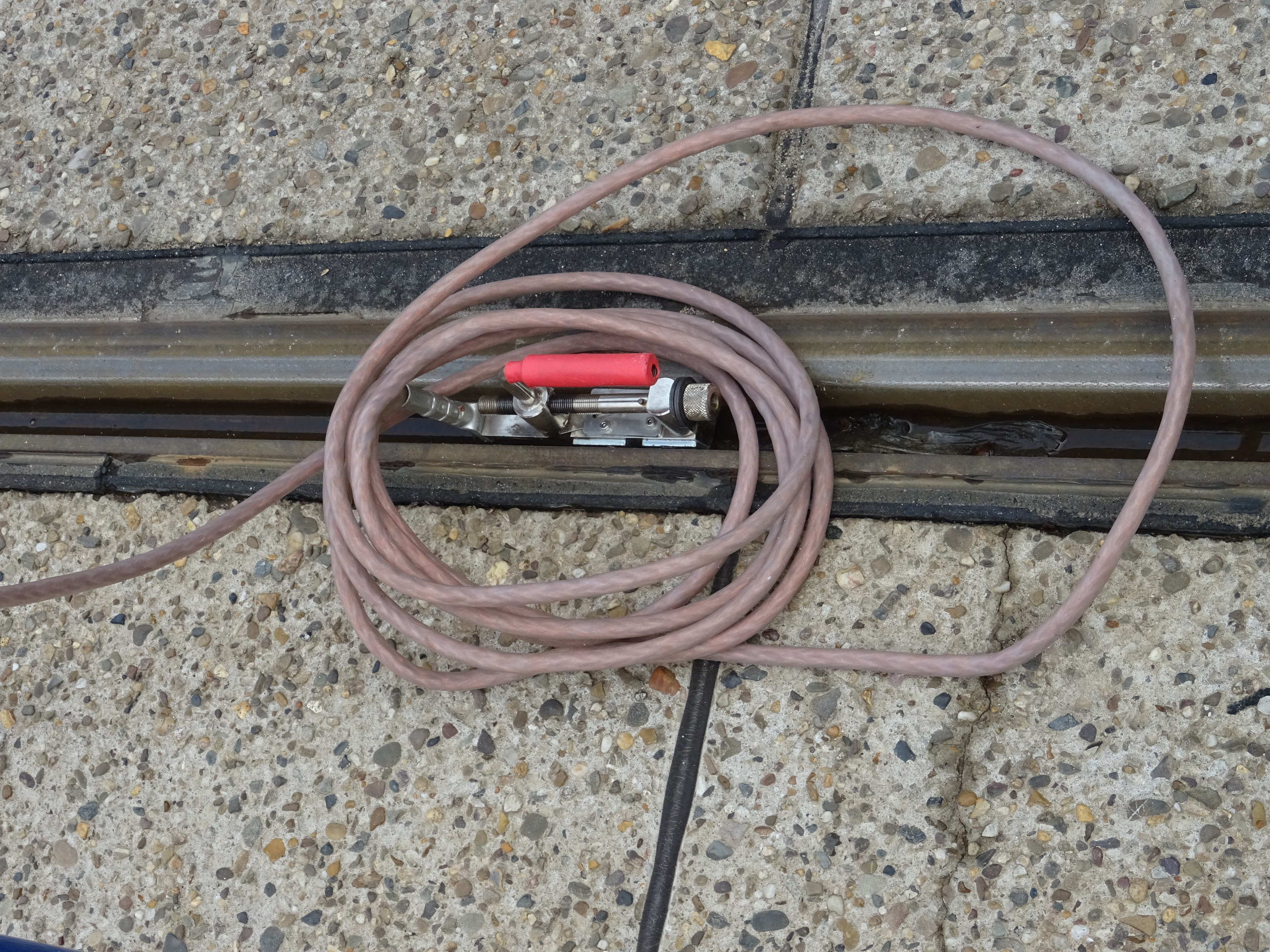
Sabot de connexion au rail.
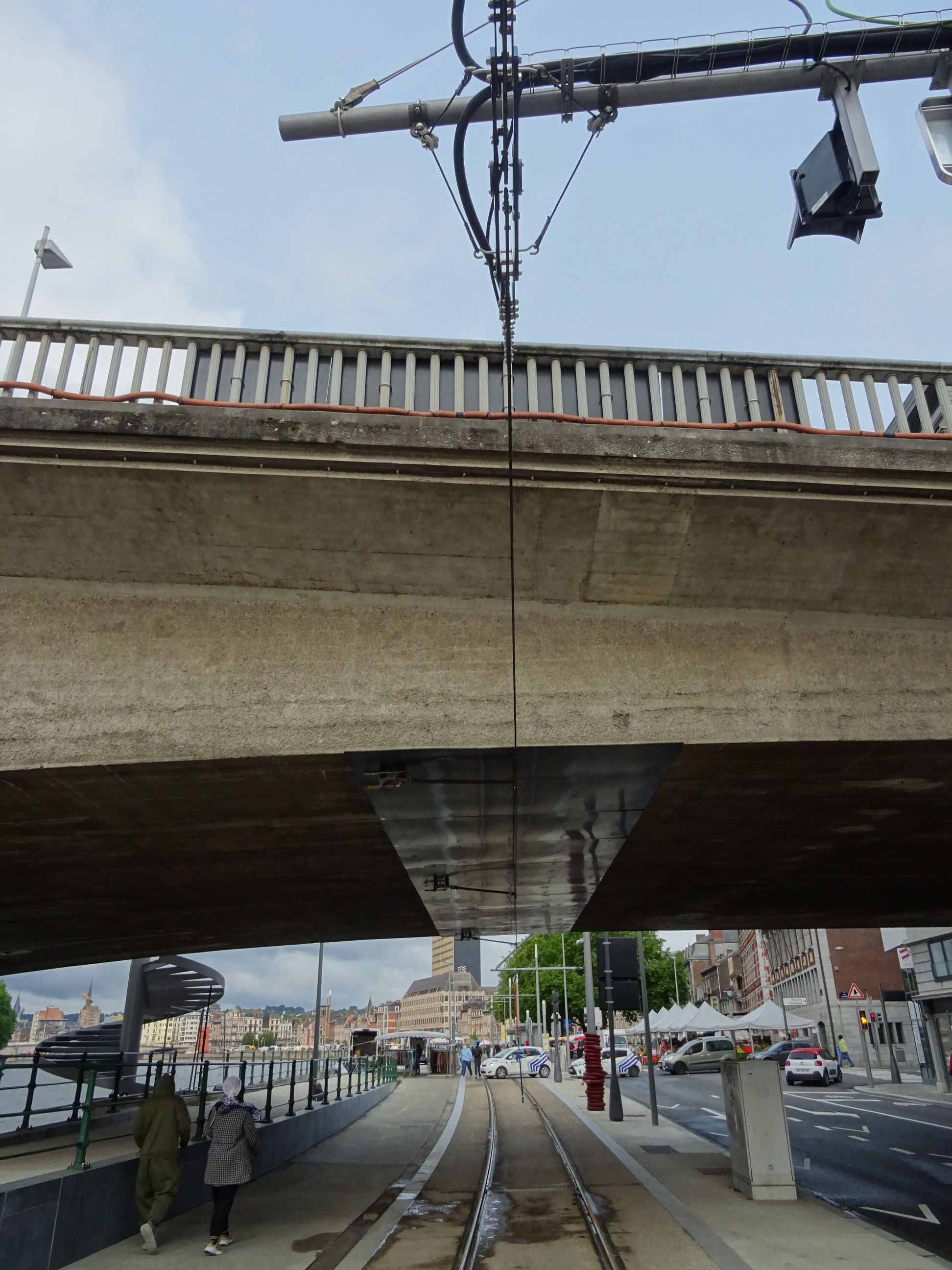
Isolateur de sections et mise à la terre sous le pont Maghin.

Perche pour chemin de fer
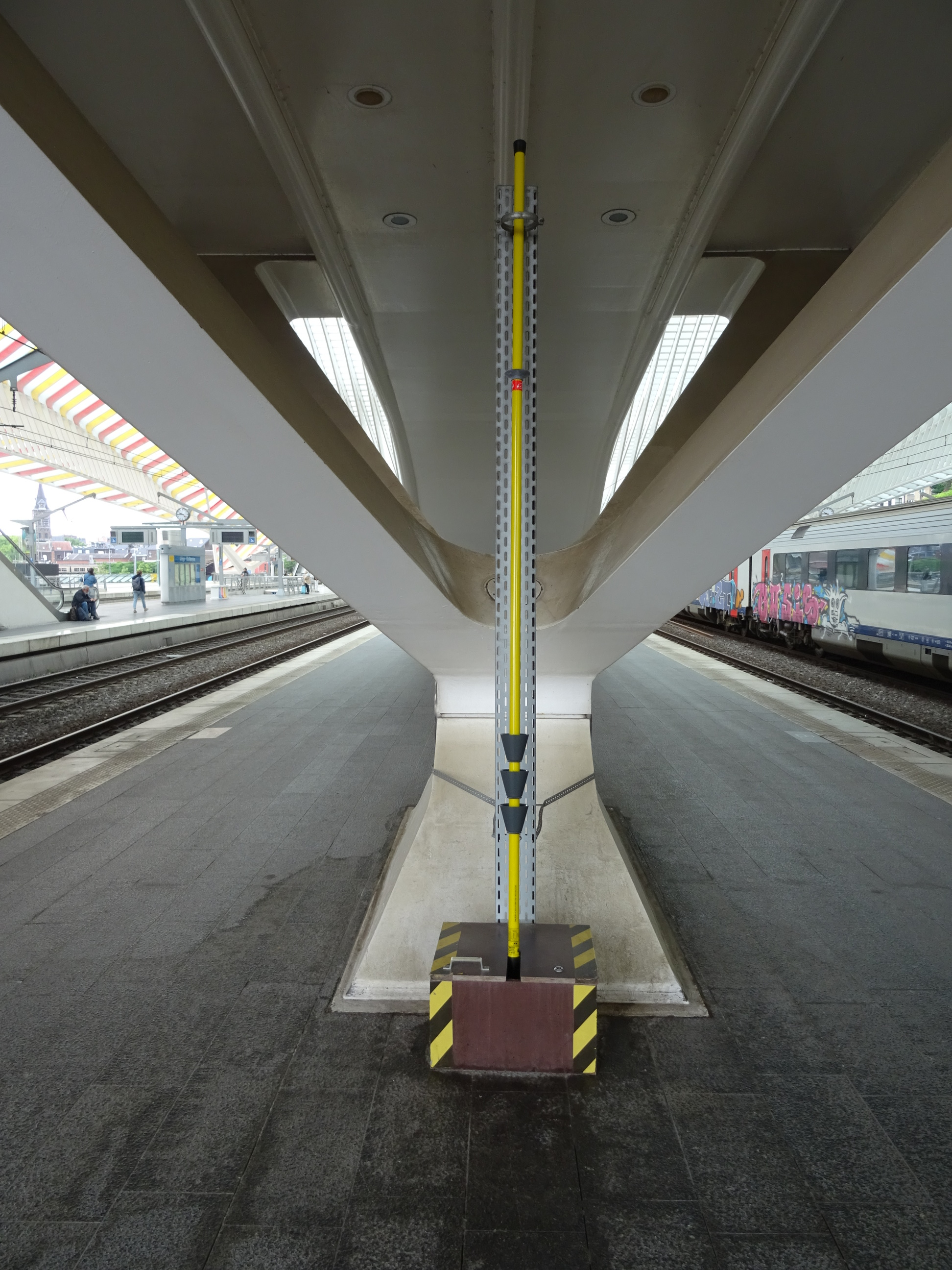
Perche pour le chemin de fer dans sa boîte de rangement à la gare des Guillemins.